# Tavoy
Tavoy ou Dawei (birman : ထားဝယ္‌မ္ရုိ့ MLCTS=hta: wai mrui ; thaï : ทวาย), est la capitale de la Région de Tanintharyi, dans le sud de la Birmanie. Elle se trouve sur la rive nord du fleuve du même nom, à 614 km de Rangoon et à 30 km de la mer d'Andaman. C'est un port d'estuaire, souvent inondé durant la mousson. Selon les estimations de 2004, il compte 139 900 habitants, majoritairement bouddhistes, et dont beaucoup parlent un dialecte particulier.

## Histoire
La région de l'estuaire est habitée depuis des siècles par des marins d'ethnies môns, karens et thaïs. La ville elle-même fut fondée en 1751 par le royaume d'Ayutthaya. Elle fut alternativement sous son contrôle et celui de la Birmanie, jusqu'à son annexion par les britanniques en 1826 (traité de Yandabo).
Elle devint la capitale de la région de Tanintharyi en 1974, au moment de la création de l'État Môn.
Connectée seulement récemment avec le reste du pays par la route et le rail, Tavoy est devenu le centre d'une controverse, avec le projet de pipeline pour le gaz naturel entre la Birmanie et le golfe de Martaban (Thaïlande).

## Produits locaux

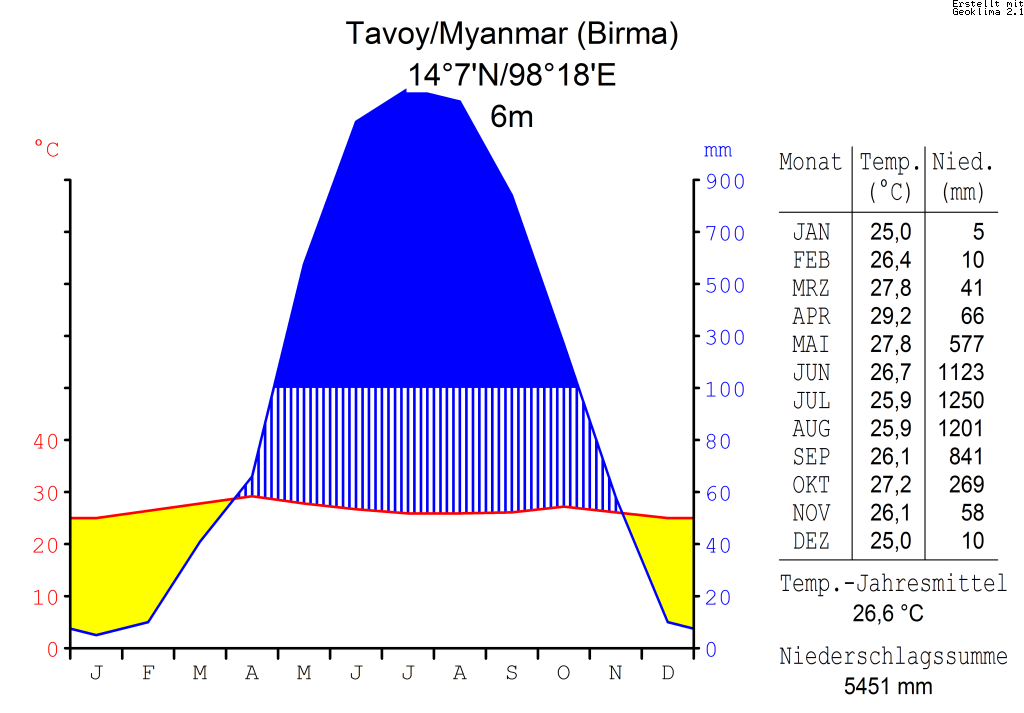
Diagramme climatique de Tavoy

Les longyis (sarongs) de Tavoy sont réputés. La région produit aussi du caoutchouc, du poisson séché, du teck, ainsi que des noix de cajou et d'arec exportées vers la Chine, l'Inde et la Thaïlande.
Tavoy est aussi connue pour ses fruits tropicaux : ananas, mangues, mangoustans et durians. Un fruit nommé localement zin thi ne se trouve que dans la région.

## Tourisme

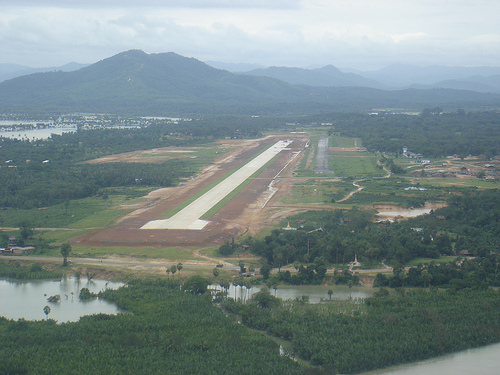
Aéroport de Dawei, janvier 2008

La plage de Maungmagan, à 25 minutes de route de Tavoy, est une des plus anciennes zones balnéaires du pays. Il existe aussi des sources chaudes à proximité de la ville.
La ville possède un aéroport, une université et se trouve à proximité d'une importante base navale.

## Personnalité liées à la commune
- Min Aung Hlaing (1956-), général birman, commandant en chef des forces armées birmanes et président du Conseil administratif d'État depuis 2021.